# ایستگاه کاسومیگاسکی
ایستگاه کاسومیگاسکی (به لاتین: Kasumigaseki Station) یک ایستگاه قطار و ایستگاه مترو در ژاپن است که در کاسومیگاسکی واقع شده‌است.